# Thomas Whythorne
Thomas Whythorne (1528 – 1595) è stato un compositore inglese famoso per aver scritto la prima autobiografia in lingua inglese a noi pervenuta.

## Biografia
Nato nel Somerset (Whythorne era la dizione di allora, in Somerset, del cognome "Whitehorn") in una ricca famiglia, Whythorne frequentò il Magdalen College di Oxford. Tuttavia non ereditò abbastanza per vivere una vita di agi e dovette trovare un impiego come insegnante di musica di alcuni membri della piccola nobiltà. 
Umiliato dal trattamento di alcuni suoi datori di lavoro che lo trattavano come un servo, Whythorne cercò un mecenate che gli consentisse di concentrarsi sulla composizione. I suoi manoscritti musicali indicano che verso la fine della sua vita trovò un mecenate in Francis Hastings, ma poco si sa di questo rapporto, nonostante il lungo racconto di Whythorne.
Whythorne attraversò tutta l'Europa e trascorse sei mesi in Italia, imparando la lingua e la musica che vi si componeva. Ritornò in Inghilterra nel 1555, impressionato dal rispetto con cui erano trattati in Europa i musicisti e la loro musica, rispetto che era assente in Inghilterra. In seguito inveì contro gli "idioti e stupidi" d'Inghilterra che non riuscivano ad apprezzare la musica. Whythorne scrisse un libro sui suoi viaggi in Italia, nessuna copia del quale è pervenuta a noi.
Dopo il ritorno in Inghilterra, Whythorne fu tutore di musica a Cambridge e Londra, dove riuscì a sopravvivere all'epidemia di peste bubbonica del 1563 che uccise alcuni membri della sua famiglia. Nel 1571, venne nominato maestro della musica della Cappella dell'arcivescovo Parker e pubblicò 76 Songes for Three, Fower, and Five voyces, le uniche composizioni conosciute di musica profana inglese pubblicate dal 1530 al 1588.
Intorno al 1576 Whythorne raccolse le sue canzoni e poesie collegandole con brani autobiografici sulla sua vita e le situazioni che lo aveva portato a scrivere ciascuna delle canzoni. Il libro intitolato Booke of songs and sonetts with longe discourses sett with them, si dice che sia la prima superstite autobiografia inglese e una delle canzoni incluse, "Buy New Broom", è considerata il primo esempio scritto di musica per voce con accompagnamento strumentale.
Oltre alla sua importanza musicale, l'autobiografia di Whythorne rivela molto circa le abitudini sociali del XVI secolo. Sulle vedove, per esempio, Whythorne scrive: "Colui che corteggia una vedova non deve portare delle anguille nelle sue brache" (cioè: non deve avere fretta) e "Colui che sposa una vedova con due figli, avrà a che fare con tre ladri."
Whythorne morì nel 1595 e rimase sconosciuto fino al 1925 quando il compositore Peter Warlock pubblicò uno studio intitolato Thomas Whythorne, An Unknown Elizabethan Composer. Un manoscritto con l'autobiografia di Whythorne venne scoperto nel 1955 in uno scatolone di carte del Major Foley di Hereford ed è oggi custodito nella Bodleian Library, mentre  The Autobiography of Thomas Whythorne è stata pubblicata due volte dalla Oxford University Press, la prima nel 1961 nel testo del tempo e poi in inglese moderno nel 1962.